# HD 145206
HD 145206，又名BD-03 3884，SAO 141001、HR 6016，是一颗恒星，视星等为5.37，位于銀經8.28，銀緯33.24，其B1900.0坐标为赤經16h 4m 36.4s，赤緯-3° 33.24′ 13″。